# Accademia navale
L'Accademia navale di Livorno è un ente di formazione universitaria militare, aperto a entrambi i sessi, che si occupa della formazione tecnica e della preparazione militare degli allievi ufficiali della Marina Militare italiana, posto alle dipendenze dell'Ispettorato scuole della Marina Militare.

## Storia

### L'unità d'Italia e la costituzione
La Regia scuola di Marineria nacque, con decreto del 20 settembre 1868, dall'unione della "Regia Scuola di Marina" di Genova (istituita nel 1816), della Marina del Regno di Sardegna istituita il 1º ottobre 1815 e di quella borbonica, la Real Accademia di Marina fondata nel 1715 a Napoli, a seguito dell'Unità d'Italia e dell'istituzione della Regia Marina. Quando l’allora Ministro della Marina, ammiraglio Augusto Riboty, unificò le due scuole in un unico istituto, le suddivise in due comandi, detti divisioni. Da quel momento gli allievi seguirono i primi due anni di corso presso la sede di Napoli e gli ultimi due a Genova.
L'istituzione segue l'auspicio del conte Camillo Benso di Cavour che aveva propugnato la creazione di un'unica scuola per l'istruzione e l'educazione dei giovani Ufficiali, a Livorno, sede ideale per la sua posizione geografica.

### Il trasferimento a Livorno
Solo nel 1878, con la trasformazione della Scuola in Accademia Navale, con legge presentata dall'allora ministro della Marina, l'ammiraglio Benedetto Brin, fu indicata come sede Livorno.
La progettazione del complesso di edifici fu affidata al capitano del Genio militare Luigi Pestalozza ed i lavori furono avviati nel 1878; l'ingegnere livornese Angiolo Badaloni seguì attivamente ogni progetto. La sua costruzione inglobò i lazzeretti San Jacopo e San Leopoldo, il primo costruito tra il 1630 e il 1650 mentre il secondo nato in risposta alla peste di fine '500, entrambi dall'immenso valore storico.

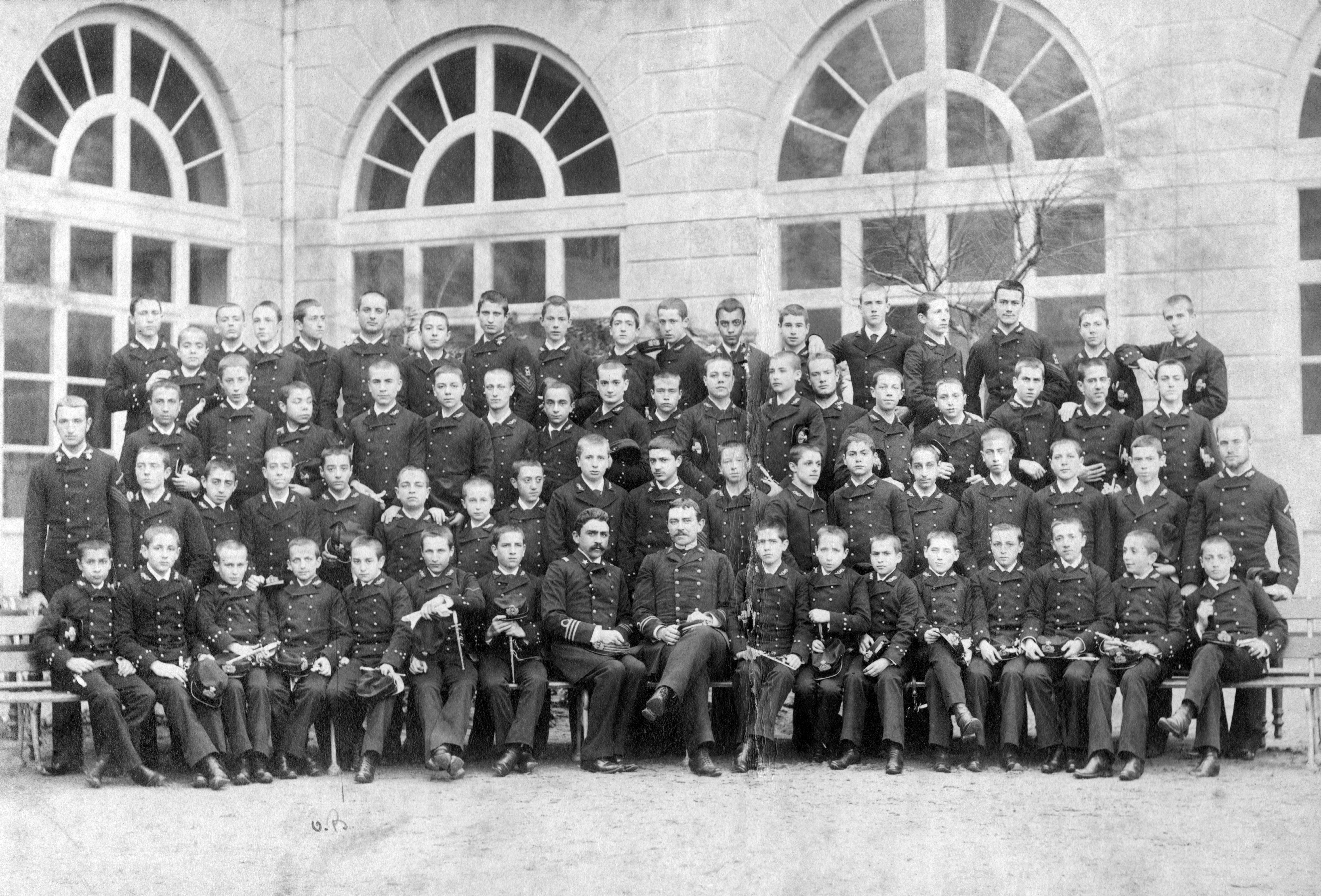
Allievi dell'accademia intorno al 1890

L'Accademia navale fu inaugurata a Livorno il 6 novembre 1881, alla presenza del Capitano di Vascello S.A.R. il duca di Genova Tommaso di Savoia, e inizialmente occupò la sola area del lazzaretto di San Jacopo, nei pressi dell'omonima chiesa.
Il primo Comandante dell’Accademia Navale fu il Contrammiraglio Andrea del Santo; uno dei primi allievi ufficiali a frequentare l'accademia fu Manlio Garibaldi ultimo figlio maschio di Giuseppe Garibaldi, che infatti acquistò una villa nella zona di Ardenza.
L'Accademia navale ricevette la bandiera d'Istituto nel 1906 dal re Vittorio Emanuele III che la consegnò nelle mani del Comandante dell'Istituto, incarico ricoperto dall'allora Capitano di vascello Thaon di Revel, che sarebbe stato l'artefice della vittoria sul mare durante il successivo primo conflitto mondiale.
Nel 1913 fu poi annessa al complesso dell'Accademia Navale anche l'adiacente area occupata dal preesistente lazzaretto di San Leopoldo.

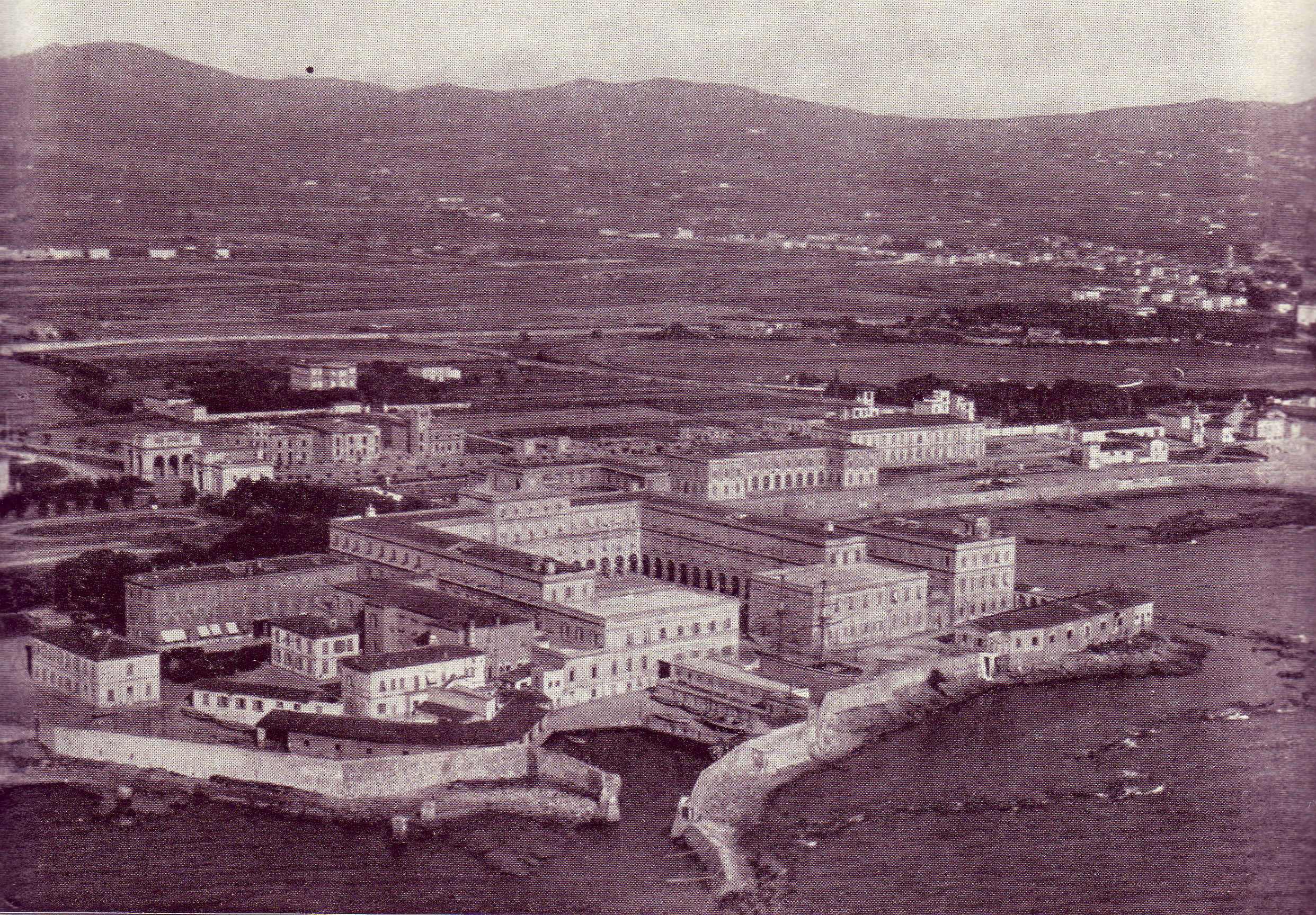
L'Accademia Navale di Livorno nel 1931

Fino all'anno accademico 1912-1913 l'Accademia accolse soltanto gli allievi del Corpo di Stato Maggiore. Dall'anno successivo vi entrarono anche gli allievi della Direzione Macchine, mentre quelli delle Armi Navali ebbero accesso a partire dall'anno 1926-1927.
Gli edifici dell'Accademia navale ospitarono a partire dal 1923 anche gli allievi di quella che sarebbe diventata l'Accademia Aeronautica. La Regia aeronautica, infatti, istituita come forza armata autonoma, utilizzò questa sistemazione provvisoria per i propri allievi ufficiali, in attesa di dotarsi di una propria accademia. Nel 1926, tre anni dopo l'avvio dei corsi, venne deciso il trasferimento a Caserta presso il palazzo reale, mentre attualmente l'istituto ha sede a Pozzuoli.

### La seconda guerra mondiale
Nel corso della seconda guerra mondiale, a causa dei bombardamenti che colpirono Livorno tra il 1943 e il '44, l'Accademia navale fu dapprima costretta a trasferirsi a Venezia e, successivamente, dopo soli due mesi, a Brindisi, presso le strutture del Collegio navale "Niccolò Tommaseo" della GIL, dove rimase fino al 5 giugno 1946, data in cui l’Accademia navale fece il suo rientro a Livorno.

### Dal secondo dopoguerra ad oggi
La prima Bandiera con emblema repubblicano, venne consegnata formalmente il 4 dicembre 1948, giorno di Santa Barbara patrona della Marina Militare, dal Presidente della Repubblica Luigi Einaudi.
Dal momento che i bombardamenti avevano pesantemente segnato molti degli edifici della città ed anche le strutture che ospitavano l'accademia, fu necessario, al termine del conflitto, intraprendere una sostanziale opera di ricostruzione e di potenziamento delle infrastrutture, protrattasi nell'arco di circa vent'anni.
Nel 1966 fu realizzato il "Palazzo Studi", attuale sede dei laboratori scientifici e di aule specialistiche.
Il 3 marzo 1977, trentotto allievi del corso "Invicti" dell'Accademia e sei componenti dell'equipaggio morirono a seguito di un grave incidente aereo: un C-130H dell’Aeronautica militare si schiantò sul Monte Serra, in provincia di Pisa.

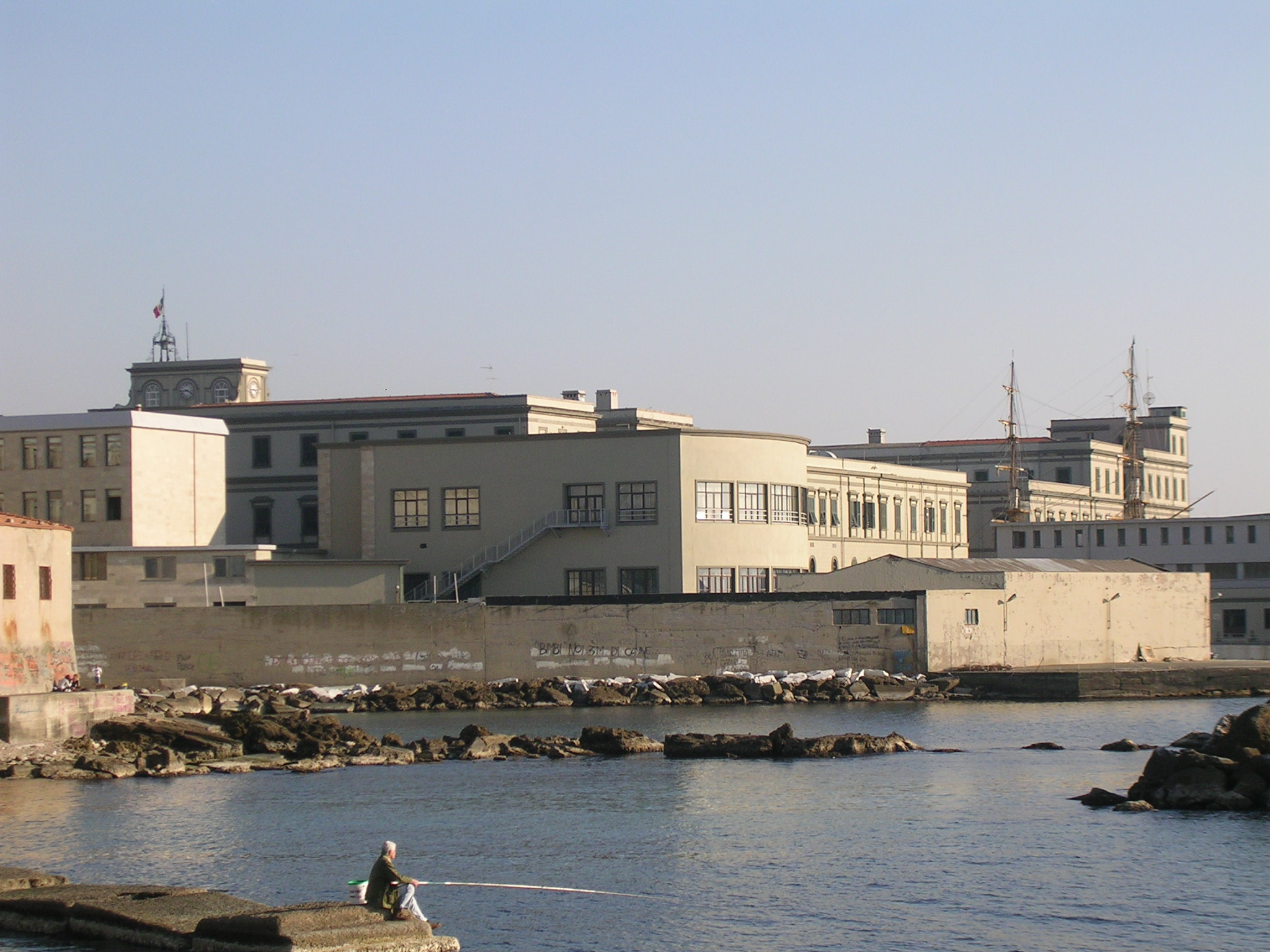
Veduta dell'Accademia Navale dal lungomare di Livorno

Il primo bando di concorso per l'arruolamento femminile in accademia uscì nel gennaio 2000 e, in quell'anno le prime donne furono ammesse ai corsi.
Oggi il corpo principale dell'accademia, al quale si accede percorrendo un viale alberato dall'ingresso del cancello di San Jacopo posto sul lungomare di viale Italia, è costituito da un ampio edificio a tre piani formato da tre ali perpendicolari a racchiudere un'ampia "piazza d'armi" interna; l'ala principale, prospiciente il mare, è sormontata da una torre quadrata con orologio a tre facce e, sul frontone della facciata interna, il motto Patria e Onore. Il lato del cortile interno rivolto verso il mar Ligure non è occupato da edifici, ma è caratterizzato da un brigantino interrato le cui sovrastrutture sono utilizzate ancor oggi degli allievi dell'Accademia per esercitarsi nella manovra delle vele, anche in vista della campagna addestrativa sulla nave scuola "Amerigo Vespucci".
Il complesso dell'Accademia navale copre, attualmente, un'estensione di circa 215.000 metri quadrati e comprende, tra gli altri, aule, laboratori, dormitori, piscina, palestra, biblioteche, cinema ed auditorium. L'accademia ospita annualmente circa 1250 persone tra allievi ufficiali ed ufficiali che frequentano corsi integrativi e professionali.
La biblioteca è fornita di oltre 90.000 volumi di matematica, geometria, astronomia, manuali di navigazioni, portolani e opere frutto della stagione delle esplorazioni geografiche del Settecento e primo Ottocento.

## Organigramma
L'organizzazione è così strutturata:
|                      |                      |                      |                             |                             |                      |                            |                            |                                 |                                 |                                 |                                 |
|                      |                      |                      |                             |                             |                      | Ammiraglio comandante      |                            |                                 |                                 |                                 |                                 |
|                      |                      |                      |                             |                             |                      |                            |                            |                                 |                                 |                                 |                                 |
|                      |                      |                      |                             |                             |                      |                            |                            |                                 |                                 |                                 |                                 |
|                      |                      |                      |                             |                             |                      | Comandante in seconda      |                            |                                 |                                 |                                 |                                 |
|                      |                      |                      |                             |                             |                      |                            |                            |                                 |                                 |                                 |                                 |
|                      |                      |                      |                             |                             |                      |                            |                            |                                 |                                 |                                 |                                 |
|                      |                      |                      | Direttore dei corsi allievi | Direttore dei corsi allievi |                      | Direttore agli studi       | Direttore agli studi       |                                 | Direttore dei corsi ufficiali   | Direttore dei corsi ufficiali   |                                 |
|                      |                      |                      |                             |                             |                      |                            |                            |                                 |                                 |                                 |                                 |
|                      |                      |                      |                             |                             |                      |                            |                            |                                 |                                 |                                 |                                 |
| Comandante 1ª classe | Comandante 1ª classe | Comandante 2ª classe | Comandante 2ª classe        | Comandante 3ª classe        | Comandante 3ª classe | Comandante corsi ausiliari | Comandante corsi ausiliari | Comandante 1º corso applicativo | Comandante 1º corso applicativo | Comandante 2º corso applicativo | Comandante 2º corso applicativo |

Sono anche alle dipendenze dell'ammiraglio comandante:
- Direttore dei servizio di commissariato
- Capo servizio sanitario
- Capo servizio dettaglio
- Capo servizio marinaresco
- Capo servizio assistenza spirituale
- Capo ufficio progetto Caboto
- Capo ufficio progetto Vespucci

## Il gruppo navale

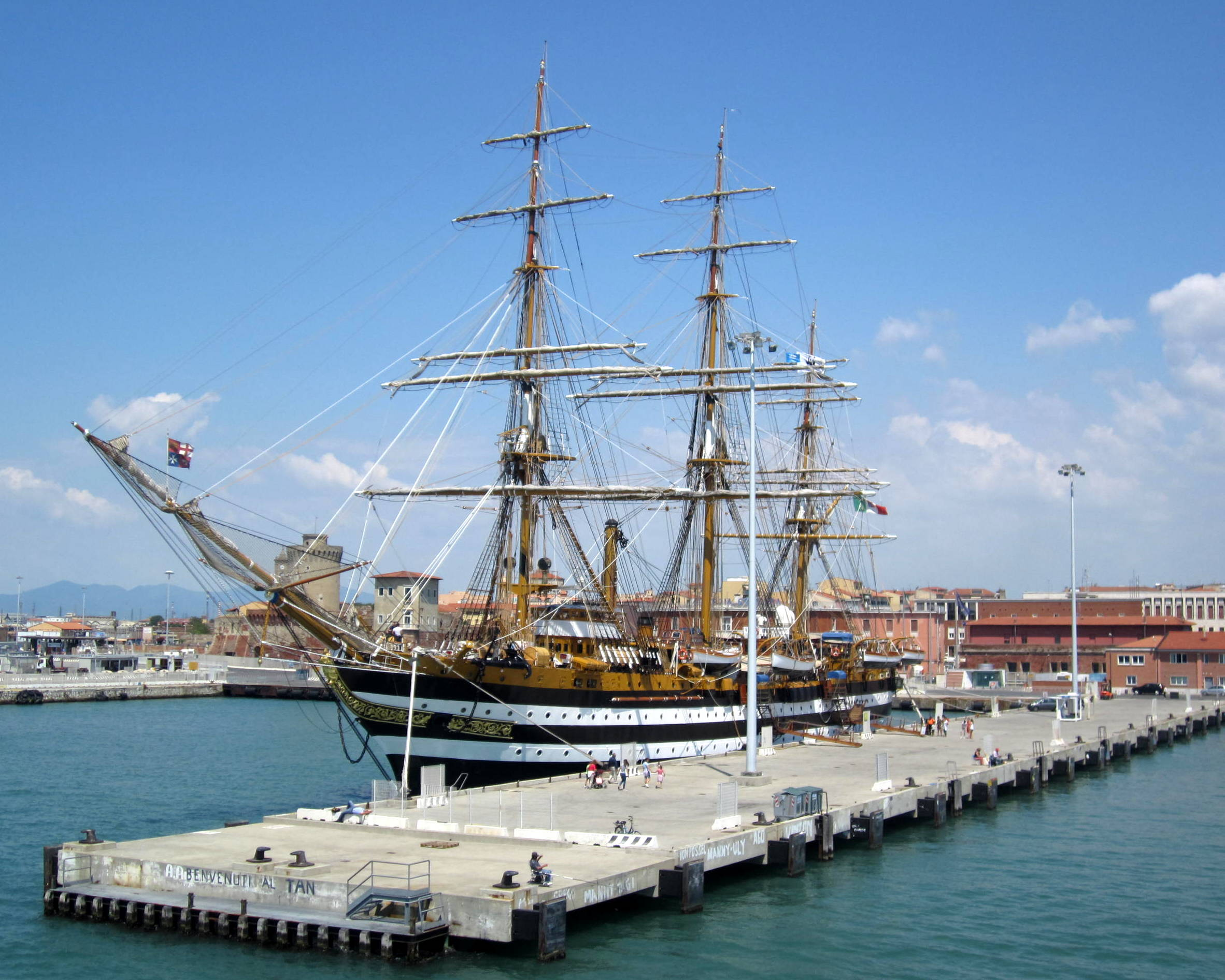
LAmerigo Vespucci ormeggiato a Livorno

A disposizione dell'Accademia di Livorno vi è il 74º Gruppo navale addestrativo:
- nave Vespucci (veliero)
- nave Italia (brigantino goletta)
- tre unità della classe Aragosta (Astice, Murena e Porpora), ex dragamine in precedenza inquadrati nella 74ª Squadriglia dragamine litoranei e impiegati dal 1985, dopo alcuni lavori di trasformazione, a favore degli allievi e degli ufficiali che frequentano l'Accademia navale di Livorno.

Gli ex dragamine della classe Aragosta inizialmente erano cinque, due dei quali andati in disarmo all'inizio del nuovo millennio e sostituiti da un'altra unità navale della stessa classe in precedenza adattata a "nave esperienze", la Mitilo, messa in disarmo nel 2017.

## La formazione

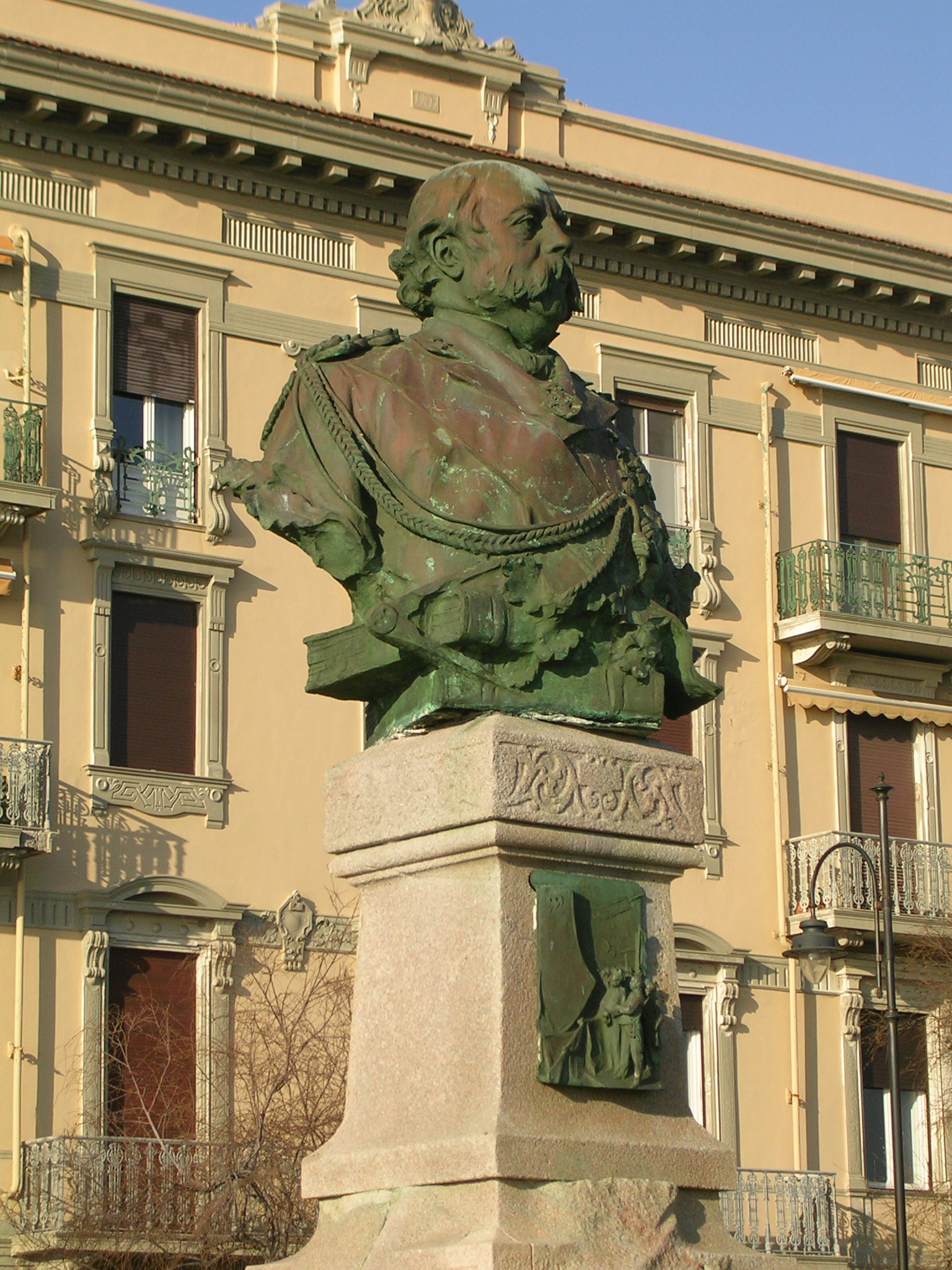
Monumento a Benedetto Brin posto davanti all'Accademia Navale

L'ordinamento dei corsi inizialmente era di quattro anni, che era quello vigente nelle due scuole di Genova e Napoli prima che venisse istituita un'unica scuola. Nel 1882 prima ancora del termine del 1º anno accademico, l'ordinamento venne articolato in cinque anni, subendo una sostanziale modifica nel 1894, quando la durata dei corsi venne portata a tre anni e venne stabilito che il titolo di studio per l'ammissione dovesse essere il diploma di licenza liceale o di istituto tecnico; tale ordinamento restò in vigore fino al 1911, quando la durata del corso normale venne di nuovo portata a quattro anni e venne stabilito che per l'ammissione il titolo di studio di dovesse essere la licenza tecnica inferiore o il ginnasio inferiore. Dal 1913 anche gli ufficiali macchinisti furono preparati ed educati nell'Accademia Navale. Successivamente, nel 1914, l'ordinamento ebbe un ritocco con il prolungamento della durata del corso normale a cinque anni.
Nel 1920 venne stabilito che il titolo di studio per l'ammissione fosse la licenza ginnasiale o il passaggio al secondo anno dell'istituto tecnico o nautico, mantenendo la durata del corso normale di cinque anni. Dall'anno accademico 1923-24 all'anno accademico 1925-26, in seguito ad accordi intervenuti fra il Ministero della marina e il Commissariato dell'aeronautica, l'Accademia navale ospitò l'Accademia aeronautica di nuova creazione, destinata alla formazione dei futuri ufficiali dello stato maggiore generale dell'Aeronautica, ruolo naviganti. Nel 1926-27 l'Accademia aeronautica venne trasferita a Caserta, ma la prima classe, nei mesi estivi fino all'anno 1928, venne ospitata dall'Accademia Navale, per continuare un corso di istruzioni marinaresche.

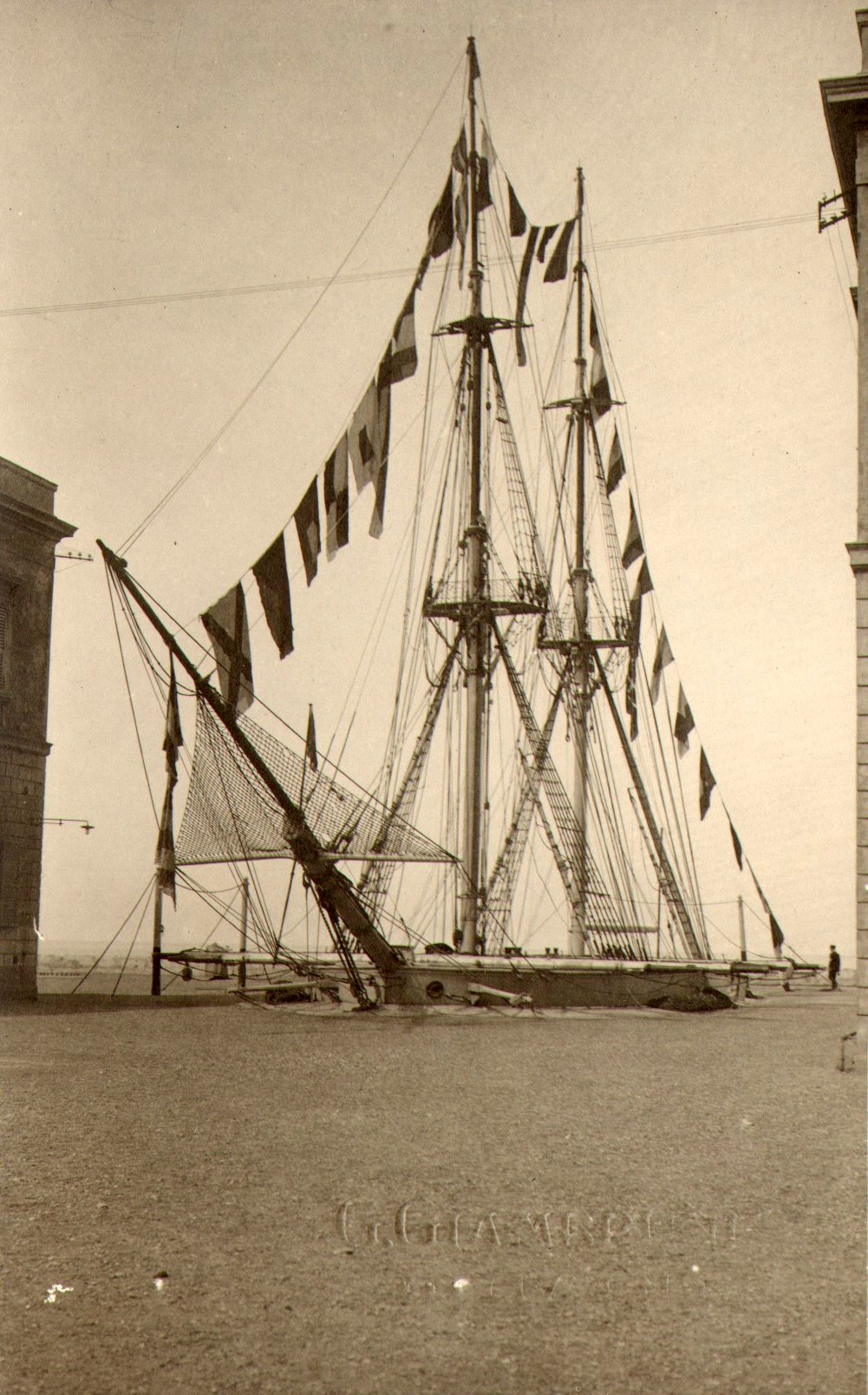
Brigantino interrato all'interno dell'accademia

Nel 1926, per effetto della legge che riordinava i corpi della Marina, con la fusione nell'unico Corpo del genio navale gli ufficiali del Genio navale e quelli per la Direzione delle macchine, cessarono le ammissioni degli allievi ufficiali per la Direzione delle macchine e dal 1928 iniziarono le ammissioni degli allievi del Genio navale. Sempre nel 1926 iniziarono altresì le ammissioni per gli allievi del nuovo Corpo delle Armi Navali, che furono sospese nel 1935 per ricominciare nell'anno 1940. Nel 1929 venne ripristinato l'ordinamento del 1894 con il corso normale articolato in tre anni e titolo di studio necessario per l'ammissione, la maturità classica o scientifica, e per i soli allievi ufficiali di stato maggiore la licenza degli istituti tecnici e venne contemporaneamente stabilito che l'ammissione avvenisse attraverso un tirocinio preliminare della durata di circa due mesi, durante il quale i concorrenti idonei alla visita medica, attraverso esercitazioni militari, marinaresche e sportive e uscite in mare con unità della Regia marina, prendevano i primi contatti con quella che sarebbe stata la loro futura vita in Accademia integrando allo stesso tempo la loro preparazione con lezioni teoriche per le prove relative al concorso di ammissione. Al termine dei tre anni di corso gli allievi venivano nominati aspiranti e, dopo un periodo di imbarco a bordo delle navi, promossi guardiamarina o sottotenenti del Genio navale o delle Armi Navali.
A partire dall'anno accademico 1947-48 la durata del corso normale venne riportata a quattro anni di cui gli ultimi due con il grado di aspirante, mentre dall'anno accademico 1963-64 venne stabilito che l'ultimo anno del corso normale venisse effettuato con il grado di guardiamarina.
Dal 2000 le durate dei corsi sono state rimodulate.

### Corsi normali e figure professionali

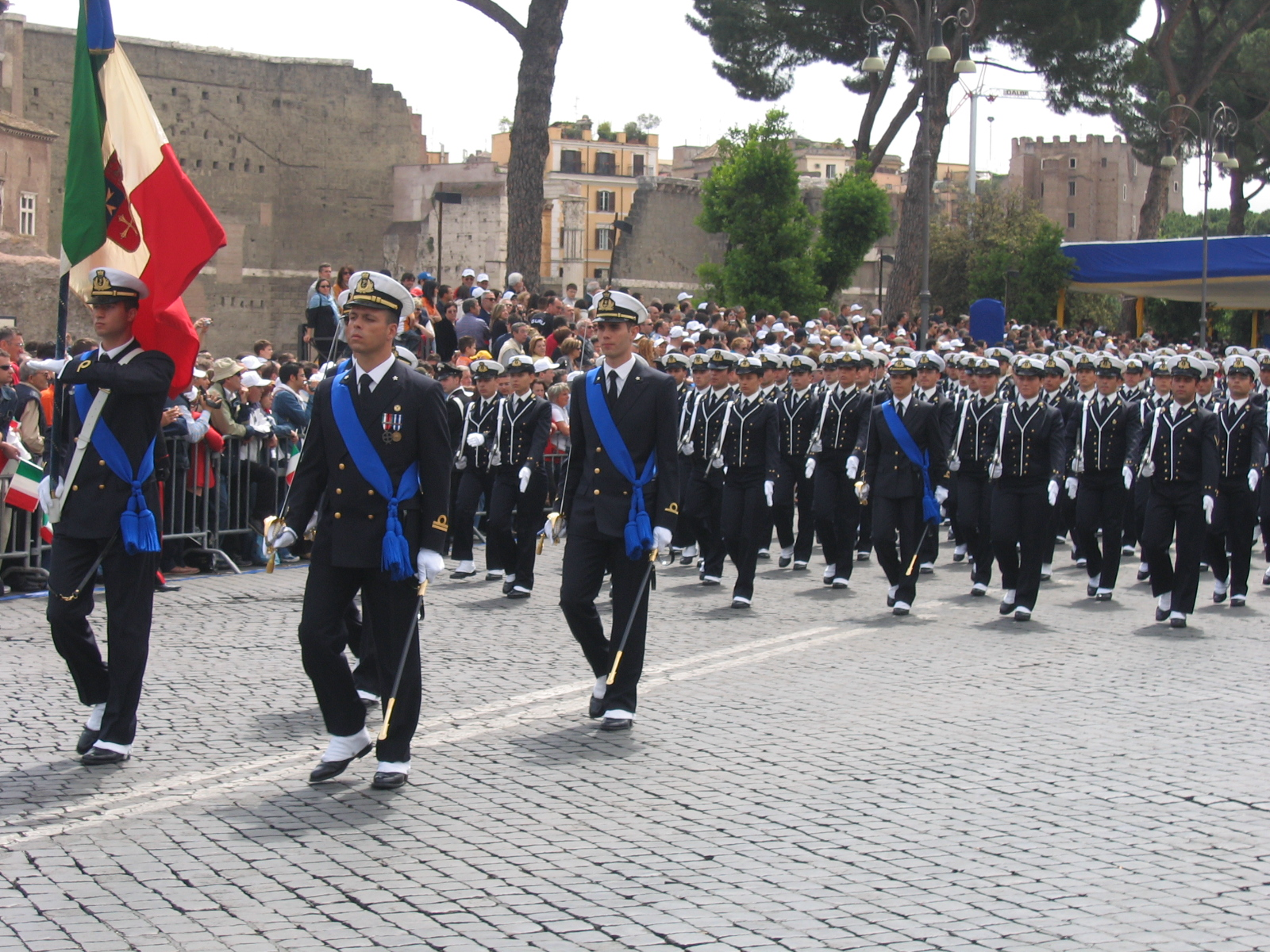
Allievi dell'accademia sfilano durante la parata militare per la festa della Repubblica Italiana

I Corsi normali durano da 5 a 7 anni a seconda del corpo di appartenenza. Al termine del secondo anno gli allievi ottengono il grado di Aspirante guardiamarina, mentre alla fine del terzo anno si è promossi guardiamarina, conseguendo la laurea triennale (tranne per il corpo del Commissariato e del Corpo Sanitario Militare Marittimo, i cui facenti parte conseguiranno direttamente la laurea magistrale a ciclo unico al termine del percorso). Le lauree triennali sono:
- Laurea in Scienze Marittime e Navali presso l'Università degli Studi di Pisa per gli allievi e gli ufficiali del Corpo di Stato Maggiore (S.M.)
- Laurea in Ingegneria navale presso l'Università degli Studi di Genova per gli allievi e gli ufficiali del Corpo del genio della Marina, specialità Genio navale (G.M./G.N.) e Infrastrutture (G.N./INFR.)
- Laurea in Ingegneria delle telecomunicazioni per gli allievi e gli ufficiali del Genio della Marina, specialità Armi Navali (G.M./A.N.)
- Laurea in Scienze del Governo e dell'Amministrazione del Mare per gli allievi e gli ufficiali del Corpo delle capitanerie di porto - Guardia Costiera (C.P.)

Al termine del terzo anno si aprono percorsi differenti: per gli ufficiali dello Stato Maggiore, del commissariato e delle capitanerie di porto seguono due anni applicativi, al termine dei quali viene conseguita, rispettivamente, la laurea magistrale in scienze marittime e navali, in giurisprudenza e in scienze del governo e dell'amministrazione del mare, per un totale di 5 anni.
Per il Genio della Marina il percorso prosegue per tre anni, di cui uno ancora presso l'Accademia Navale e gli altri due presso poli universitari, conseguendo la laurea magistrale; a seconda delle specializzazioni, viene conseguita la laurea magistrale in ingegneria navale (Università di Trieste) o in ingegneria civile e ambientale (Università di Genova) - già specializzazioni del genio navale -, oppure in ingegneria delle telecomunicazioni (Università di Pisa) - già corso di studi delle armi navali -, per un totale di 6 anni.
Per il corpo sanitario seguono infine quattro anni di formazione presso l'Università di Pisa, per il conseguimento della laurea in medicina e chirurgia, per un totale di 7 anni. Le lauree magistrali sono:
- Laurea magistrale in Scienze Marittime e Navali presso l'Università degli Studi di Pisa gli ufficiali del Corpo di Stato Maggiore (S.M.)
- Laurea magistrale in Ingegneria navale presso le Università degli Studi di Trieste, Genova e Napoli per alcuni Ufficiali del Corpo del Genio della Marina, specialità Genio navale (G.N.)
- Laurea Magistrale in Ingegneria Civile e Ambientale presso l'Università degli Studi di Genova per alcuni Ufficiali del Corpo del Genio della Marina, specialità Infrastrutture (INFR.)
- Laurea magistrale in Ingegneria delle telecomunicazioni per gli ufficiali del Corpo del Genio della Marina, specialità Armi Navali (A.N.)
- Laurea magistrale in Scienze del Governo e dell'Amministrazione del Mare per gli ufficiali del Corpo delle capitanerie di porto - Guardia Costiera (C.P.)

### Corsi complementari
Oltre ai corsi normali, sono disponibili anche corsi complementari. Corsi complementari sono:
- Corsi di complemento: rivolti all'istruzione professionale ed alla preparazione di coloro che sceglievano di compiere il servizio militare come "ufficiali di complemento", a seguito dell'abolizione dello stesso sono ora stati sostituiti dai corsi per "allievi ufficiali in ferma prefissata (AUFP)". La durata del corso in Accademia è generalmente di 3 mesi, a cui segue la ferma per un periodo determinato presso il Corpo in cui prestano servizio. Agli AUFP si aggiungono anche i Piloti di Complemento (AUPC): l'iter previsto per gli AUPC si articola su materie formative e professionali, nonché su un'intensa attività sportiva, propedeutica ai successivi corsi di volo e di insegnamento della lingua inglese. Al termine del corso gli allievi piloti sono avviati presso le scuole di volo nazionali o negli Stati Uniti;[13]
- Corsi di perfezionamento: tesi all'approfondimento dell'istruzione professionale e navale degli ufficiali della Marina militare e delle altre forze armate e corpi armati dello Stato, della durata di alcune settimane;
- Corsi per "ufficiali a nomina diretta (ND)": per l'istruzione integrativa professionale e militare degli ufficiali reclutati direttamente per mezzo di concorsi pubblici;
- Corsi "ruoli speciali (RS)": rivolti al personale reclutato per mezzo di concorsi interni. Questo percorso è riservato a chi proviene dagli Ufficiali in Ferma Prefissata, dal ruolo Marescialli, ruolo Sergenti e ruolo Volontari in Servizio Permanente (VSP). Seguono uno sviluppo di carriera prettamente tecnico-operativo con il quale è possibile raggiungere il grado vertice di capitano di vascello. Per seguire questo percorso è indetto un concorso per ufficiali dei Ruoli Speciali. I vincitori del concorso frequentano un corso di formazione di circa un anno all’Accademia Navale di Livorno, seguendo l’iter di studi per il corpo di appartenenza.[14]

I laureati presso l'Accademia navale, oltre ad avere i medesimi riconoscimenti e sbocchi dei laureati presso i normali atenei, possono avere sbocchi professionali specifici, tra i quali:
- impiego a bordo di unità navali militari con incarichi di responsabilità relativi al loro Corpo di appartenenza
- impieghi presso enti e stabilimenti tecnici
- impieghi presso istituti di formazione
- impieghi presso enti dell'area operativa delle forze armate

## I nomi dei corsi
Fino al 1934 i corsi normali hanno preso il nome dell'allievo "capo corso", ovvero primo del corso all'uscita dall'Accademia; a partire dall'anno successivo la scelta del nome del corso è invece effettuata dagli Allievi durante la prima crociera estiva, effettuata, sulle navi scuola come, ad esempio, la Amerigo Vespucci. Di seguito è riportato l'elenco dei corsi normali svolti all'Accademia di Livorno ed usciti dalla stessa dopo il 1934.
ogni corso avrà da allora una bandiera decisa e cucita dagli allievi durante la campagna estiva su nave Vespucci. 
Al corso verrà inoltre assegnato dall'Accademia un colore a rotazione e tra blu, grigio, verde, amaranto ( ci fu anche il giallo/oro) che identifica il corso. 
- 1931-1934: Altair - Nome scelto perché stella più luminosa della costellazione dell'Aquila. Il nome Altair deriva dall'arabo Al-tair che significa aquila volante[16]
- 1932-1935: Gabbieri - Nome scelto dal TV Giovannini poiché “gabbiere” era un marinaio esperto nel maneggio delle vele[16]
- 1933-1936: Fiocine - Nome scelto dallo scrittore Guido Milanesi su richiesta degli allievi[16]
- 1934-1937: Nessun nome scelto[16]
- 1935-1938: Pirati - Inizialmente non era stato scelto alcun nome. ma quando la stampa anti-italiana definì “pirati” gli Allievi ed i Marinai, a seguito di scontri che ebbero nel porto di Tunisi il 20 settembre del 1937 con gruppi antagonisti della Lega dei Diritti dell'uomo, presero tale nome[16]
- 1936-1939: Rostri - Fu scelto quale nome simbolico ed ideale di slancio ed eroismo così come i romani, nella massima espansione della loro potenza marittima, abbordavano con impeto le navi nemiche impiegando i “rostri”[16]
- 1937-1940: Alcione - Nome scelto per il suo valore simbolico poiché le poesie del D'Annunzio sul mare si trovano per l'appunto nell'Alcione (il terzo libro delle Laudi), fu lanciato dalla commissione del Mak π[16]
- 1938-1941: Uragano - II nome, scelto ad unanimità, si deve al fatto che vi fu un uragano proprio l'ultimo giorno della prima campagna estiva del corso, ma il nome contiene anche un valore simbolico, in quanto i membri del corso, proprio come l'uragano, sono «nati a percuotere l'onda»[16]
- 1939-1942: Giobbe - Dal nome dell'Ufficiale alla classe, Capitano di Corvetta Giorgio Giobbe, il quale, alla fine del primo trimestre dell'anno 1940-41, andò volontario nei mezzi d'assalto, dove morì eroicamente il 26 luglio 1941. Il nome del Corso non era stato scelto, com'è abitudine, alla fine del primo anno, sia a causa dei pareri diversi dei membri del Corso, sia perché la guerra non aveva permesso agli allievi di effettuare la crociera nell'estate del 1940. Il Corso Giobbe è il solo che si sia intitolato ad un Ufficiale[16]
- 1940-1943: Squali - I membri del corso si chiamarono squali perché tutti indistintamente aspiravano ad essere destinati sui sommergibili[16]
- 1941-1944: Raffiche - Il nome fu scelto perché, durante la prima crociera (estate 1942), improvvise raffiche di vento costrinsero le Navi Scuola Vespucci e Colombo, che stavano all'ancora nella rada di Lussinpiccolo, a fare numerosi posti di manovra. Ma il nome ha anche valore simbolico, come risulta dal seguente brano del libro del Mak π: «siano essi (i membri del corso) come il vento: forti da non avere ostacoli; la loro vita sia sul mare e del mare divengano fratelli»[16]
- 1942-1945: Argonauti - Il nome fu scelto perché subito dopo l'8 settembre 1943 il corso dovette andare da Venezia a Brindisi via mare. Sembrò pertanto ai membri del Corso che la loro non facile impresa si potesse in qualche modo paragonare a quella degli Argonauti dell'antichità[16]
- 1943-1946: Vedette - Il nome fu scelto perché, in quegli anni così difficili (1943-1946), esso parve un simbolo di fiducia nell'avvenire della Marina, in quanto la vedetta, appunto perché vede lontano, scorge prima ancora degli altri l'alba nuova[16]
- 1944-1947: Prore - Il nome fu scelto per il suo valore simbolico. Infatti la prora è la parte più bella della nave, quella che solca il mare[16]
- 1945-1948: Narvali - Il motivo che determinò la scelta del nome fu antagonismo nei confronti del corso precedente. Il caratteristico dente canino sporgente in avanti nel capo del narvalo[16]
- 1946-1949: Atlantici - Il nome deve la sua origine al fatto che il corso fu il primo, dopo la seconda guerra mondiale, ad uscire nell'Oceano Atlantico[16]
- 1947-1951:[17] Sagittario - Il nome fu scelto per perpetuare il ricordo delle eroiche imprese della torpediniera Sagittario nel Mare Egeo (1941)[16]
- 1948-1952: Albatros - Preferito ad altri tre nomi proposti perché l'albatros è un uccello marino che vola sempre sicuro[16]
- 1949-1953: Alisei - Fu scelto tale nome perché, durante la prima crociera del corso, nell'estate del 1950, la Nave Scuola Vespucci, spinta dagli alisei, effettuò il tratto Casablanca-Ponta Delgada (Isola di São Miguel) in soli sette giorni anziché nei dodici previsti[16]
- 1950-1954: Oceanici - Scelto perché gli allievi del corso, nella prima crociera (1951), andarono negli Stati Uniti d'America, attraversando così l'Oceano Atlantico[16]
- 1951-1955: Australi - La scelta del nome si deve al fatto che nella loro prima crociera i componenti del corso andarono nell'America meridionale (emisfero australe)[16]
- 1952-1956: Grecali - La scelta del nome si deve ai fatto che durante la prima crociera del Corso (1953) tirava spesso e volentieri il vento grecale[16]
- 1953-1957: Vichinghi - Avendo toccato nella loro prima crociera estiva il porto di Oslo, i membri del corso assunsero il nome di vikinghi, famosi navigatori norvegesi[16]
- 1954-1958: Draghi - Vari furono i motivi che determinarono la scelta del nome. Infatti, gli allievi di questo Corso attraversarono, durante la loro prima crociera, il canale di San Giorgio. Essi inoltre notarono che il drago ricorreva assai frequentemente in Norvegia come motivo decorativo, sia sulle navi vichinghe disegnate nei musei, sia nella Starkirche, vicina a Bergen. Ma il motivo principale pare sia stato di ordine soggettivo. I pivoli, infatti, avevano appreso che i vichinghi antichi avevano paura dei draghi. Fregiandosi pertanto del nome di draghi, essi si sarebbero costituiti superiori ai loro compagni e rivali del Corso precedente, i quali per l'appunto si erano fatti chiamare Vichinghi. Tuttavia, prima di lasciare la Norvegia, i draghi comprarono una bella riproduzione in argento d'una nave vichinga che offrirono in dono al Corso rivale[16]
- 1955-1959: Sparvieri - Il nome, proposto perché anticamente i corsari si chiamavano «gli sparvieri del mare», ottenne la maggioranza dei voti, perché i suoi sostenitori più accaniti l'inserirono abilmente in un inno da loro composto per essere l'inno del corso e che fu diffuso prima della votazione stessa[16]
- 1956-1960: Cicloni - La scelta del nome si deve al ciclone che causò l'affondamento della Nave Scuola tedesca Pamir nel settembre 1957 e che per poco non investì anche il Vespucci[16]
- 1957-1961: Strali - La scelta del nome si deve al suo valore simbolico. Infatti, nello stemma ideato dai membri del Corso figurano sei frecce (le nazionalità)[16]

### Cronotassi dal 1958 a oggi
- 1958-1962: Samurai
- 1959-1963: Olimpici
- 1960-1964: Marosi
- 1961-1965: Corsari[18]
- 1962-1966: Folgori
- 1963-1967: Dragoni
- 1964-1968: Kon Tiki
- 1965-1969: Grifoni
- 1966-1970: Furie
- 1967-1971: Antares
- 1968-1972: Alfa Tau
- 1969-1973: Llevantades
- 1970-1974: Lupi grigi
- 1971-1975: Seeadler
- 1972-1976: Odissea[19]
- 1973-1977: Tempeste
- 1974-1978: Eleutheros
- 1975-1979: Vespucci
- 1976-1980: Invicti
- 1977-1981: Saoren (gaelico) da Liberi sul mare
- 1978-1982: Sjo-Hokar
- 1979-1983: Athanatos
- 1980-1984: Maestrale
- 1981-1985: Sinnfeinonjske
- 1982-1986: Wellenreiter
- 1983-1987: Thalatnikos
- 1984-1988: Pegaso
- 1985-1989: Audace
- 1986-1990: Simun
- 1987-1991: Indomiti
- 1988-1992: Naumakos
- 1989-1993: Arditi

- 1990-1994: Nemesis
- 1991-1995: Daimonos
- 1992-1996: Leviathan
- 1993-1997: Impavidi
- 1994-1998: Alba grigia
- 1995-1999: Intrepidi
- 1996-2001:[20] Genesis
- 1997-2002: Apocalisse
- 1998-2003: Poseidon
- 1999-2004: Deimos
- 2000-2005: Teseo
- 2001-2006: Scorpius
- 2002-2007: Fenice
- 2003-2008: Impetuosi
- 2004-2009: Asgard
- 2005-2010: Mirmidoni
- 2006-2011: Caesar
- 2007-2012: Ares
- 2008-2013: Etairoi
- 2009-2014: Sirius
- 2010-2015: Triarii
- 2011-2016: Vidhar
- 2012-2017: Titani
- 2013-2018: Adamastor
- 2014-2019: Mizar
- 2015-2020: Ateires
- 2016-2021: ΔΥΝΑΤΌΣ (pron. Dunatos)
- 2017-2022: Άκρατον (pron. Ákraton)
- 2018-2023: Spartani
- 2019-2024: Esperia
- 2020-2025: Legionari
- 2021-2026: Aghenor
- 2022-2027: Hurakan
- 2023-2028: Ὤκεανoς (pron. Okeanòs)

## I lazzaretti
A Livorno, dove ora sorge l'Accademia navale, in passato si trovava il lazzaretto di San Jacopo, innalzato a partire dagli anni quaranta del XVII secolo per la quarantena degli equipaggi delle navi provenienti dal Levante le quali, prima della costruzione di questo complesso sanitario, venivano invece dirottate verso l'isola del Giglio e l'isola d'Elba. La struttura, collegata al più antico lazzaretto di San Rocco mediante un canale (oggi scomparso), fu ampliata nel 1721 e nel 1754. 

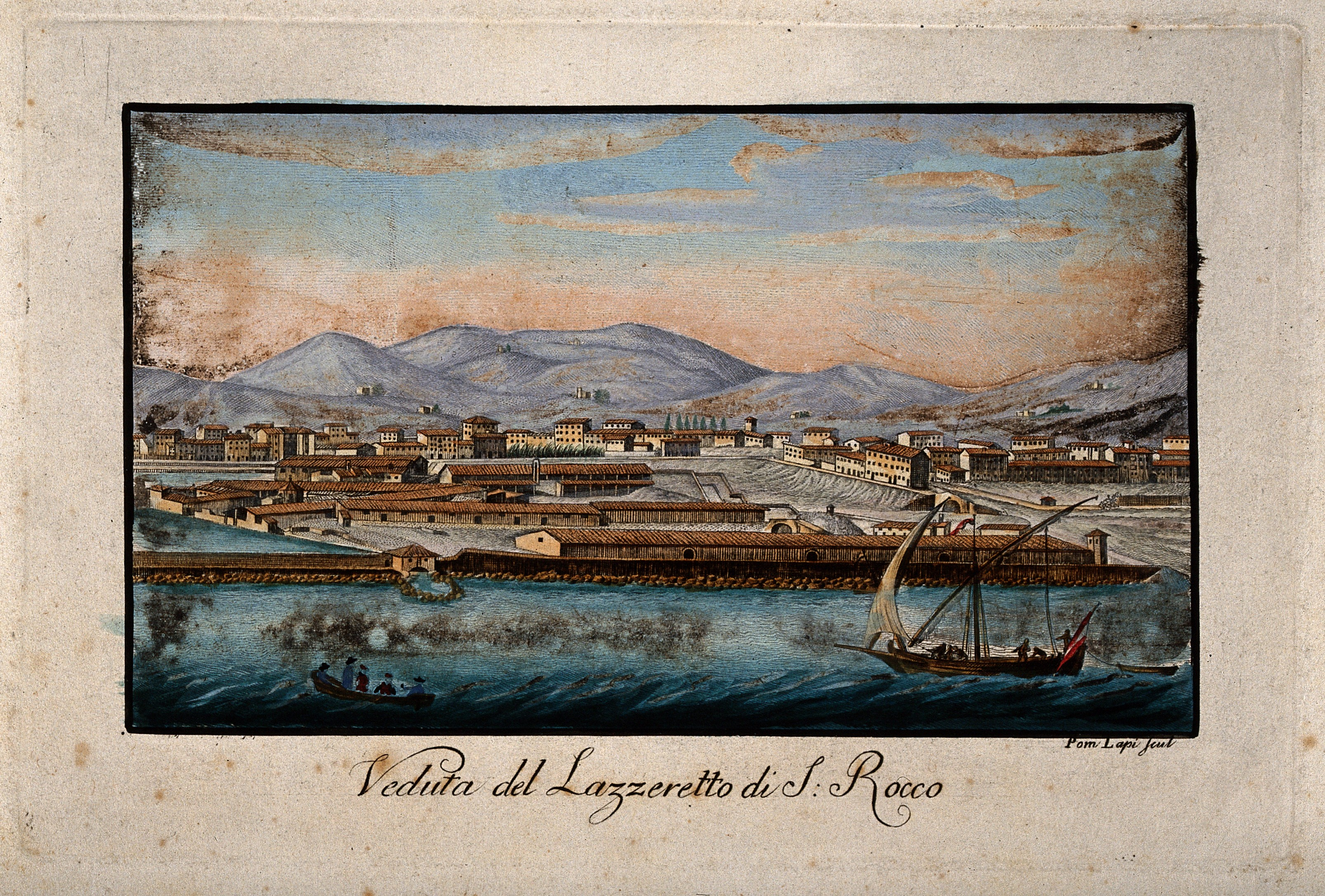
Il lazzaretto San Rocco nel XVIII sec.

Poco più a sud si trovava invece il lazzaretto di San Leopoldo, eretto nel 1773, su disegno di Ignazio Fazzi, per volontà di Pietro Leopoldo d'Asburgo.
Il lazzaretto era dotato di alcune torrette, una delle quali serviva per il controllo della costa, due cappelle e due cimiteri.
Rimase attivo fino al 1846 e successivamente, prima di essere inglobato nell'Accademia, fu trasformato in un carcere e, in parte, in una caserma militare.
Il nuovo lazzaretto fu ritenuto uno dei più vasti e completi d'Europa. Sul portale d'ingresso in pietra panchina, sopra l'arco di gusto baroccheggiante, si legge ancora oggi la targa marmorea che commemora l'utilità dell'opera pubblica per la salute e la navigazione: "Petrus Leopuldus Arch. Austr. Hung. Boem. R.P. Magnus Etrur. Dux navigationis et salutis publicae vindex hominibus mercibusque graviore pestilentiae suspicione notatis tutius expurgandis remotiorem hanc insulam et porticus designavit construxit ann. MDCCLXXIII".
A pianta trapezoidale, il lazzeretto, quasi una cittadella sul mare, era circondato da un fossato a secco e da un'alta muraglia la cui parte inferiore a scarpa era segnata da un cordolo in pietra, tuttora visibile nel lato più meridionale del complesso. Vi si accedeva mediante un ponte levatoio dalla Porta Leopolda. Le torrette angolari fungevano da difesa e da vigilanza; di queste l'unica parzialmente superstite si affaccia sulla muraglia meridionale prospiciente la Cala Mosca.
All'interno, il complesso sanitario era suddiviso in due zone distinte. Una era costituita dal palazzotto delle abitazioni degli ufficiali, tuttora presente, con facciata ad esedra di fronte all'ingresso, da una darsena esagonale chiusa sul mare da una catena. Al centro dell'ingresso della darsena, isolato sull'acqua, sorgeva il mastio di San Rocco (distrutto durante la seconda guerra mondiale), collegato a terra da una passerella in legno. Vi erano anche le vaste tettoie per il deposito delle merci in quarantena, una cappella circolare, un serraglio per gli animali. In questa zona, presso le tettoie venne eretta la statua marmorea del granduca Pietro Leopoldo, nelle vesti di centurione romano e posta in una ricca nicchia marmorea, poi trasferita, su proposta del Vigo, nella piazzetta del sagrato della chiesa di San Jacopo, ove si trova tuttora. L'altra sezione, più a sud, era detta "La Gabbia" ed era a sua volta isolata da un fosso interno dal resto del complesso; qui vi venivano segregati i malati appestati e le merci infette.
Il lazzeretto era corredato di due cimiteri: uno ad uso dello stesso lazzeretto (1775) e l'altro detto "della Quarantina" in uso fino al 1846.